# Klaus Engler
Klaus Engler (* 6. Januar 1934 in Betzingen, Reutlingen; † 11. November 2006 in Ammerbuch) war ein deutscher Musikwissenschaftler, Bibliothekar und Hochschullehrer.

## Leben und Wirken
Klaus Engler studierte Musikwissenschaft und Chorleitung, aber auch Mathematik und Philosophie. Seit dem Wintersemester 1955/56 war er Mitglied der Studentenverbindung Normannia Tübingen. 1967 legte er das staatliche Chorleiterexamen ab. Als wissenschaftliche Hilfskraft arbeitete er von 1967 bis 1970 am Musikwissenschaftlichen Institut der Eberhard Karls Universität Tübingen und promovierte dort 1970 bei dem Musikwissenschaftler Walter Gerstenberg. Ab 1969 war er zunächst als wissenschaftlicher Angestellter an der Staatsbibliothek zu Berlin tätig und trat dort 1971 als Bibliotheksreferendar in die Ausbildung für den höheren Bibliotheksdienst ein. Die Fachprüfung hierfür absolvierte er 1973 am Bibliothekar-Lehrinstitut des Landes Nordrhein-Westfalen. Nach kurzer Tätigkeit als wissenschaftlicher Bibliothekar an der Staatsbibliothek zu Berlin (1973/74) wechselte er 1974 als Dozent an die Hochschule der Medien Stuttgart, wo er 1975 zum Professor ernannt wurde. Bis zum Eintritt in den Ruhestand 1996 lehrte er dort vor allem im Bereich der Ausbildung von Musikbibliothekaren.
Engler gab außerdem Werkeditionen von Johann Sebastian Bach heraus.

## Schriften (Auswahl)
- Georg Poelchau in Göttingen. In: Hellmut Kühn (Hrsg.): Bericht über den Internationalen Musikwissenschaftliche Kongreß Berlin 1974. Bärenreiter, Kassel 1980, S. 376–379, ISBN 3-7618-0592-6.

- Die Ausbildung zum Musikbibliothekar. In: Peter Vodosek (Hrsg.): Bibliothekswissenschaft, Musikbibliothek, soziale Bibliotheksarbeit. Hermann Waßner zum 60. Geburtstag. Harrassowitz, Wiesbaden 1982, S. 249–253, ISBN 3-447-02258-2.
- Georg Poelchau und seine Musikaliensammlung. Ein Beitrag zur Überlieferung Bachscher Musik in der ersten Hälfte des 19. Jahrhunderts. Tübingen 1984 (Dissertation Universität Tübingen).
- Lehrbriefe Musik. Begleitbriefe zur musikbibliothekarischen Ausbildung der Fachhochschule für Bibliothekswesen. Bd. 2 (Teil 5): RAK-Musik (= DBI-Materialien, Bd. 69). Deutsches Bibliotheksinstitut, Berlin 1987, ISBN 3-87068-869-6.
- Das musikbibliothekarische Zusatzstudium. 3. Aufl. Fachhochschule für Bibliothekswesen, Stuttgart 1988.
- (Hrsg.): Johann Sebastian Bach / Clavier-Übung I, 6 Partiten BWV 825–830. Schott, Wien 2004, ISBN 3-85055-627-1.
- (Hrsg.): Johann Sebastian Bach / Italienisches Konzert, BWV 971. Nach Erstdrucken und Abschriften hrsg. von Klaus Engler. 7. Aufl. Schott, Wien 2005